# August Beringer
Christian August Beringer (* 15. Februar 1818 in Waiblingen; † 28. Januar 1881 in Berlin) war ein deutscher Unternehmer.

## Leben
Sohn von Johann Christian Beringer, (* 17. April 1778 in Hoheneck, Neckarkreis; † 20. Dezember 1850) und Elisabetha Christina Duncker, (* 19. Oktober 1777) in Gradstetten, Württemberg.
Christian August Beringer ging von Waiblingen als Apotheker und Chemiker zunächst als Betriebsleiter zu der 1833 von Ernst Eduard Heyl am Salzufer 8 in Charlottenburg bei Berlin gegründeten Firma Gebr. Heyl & Co., Fabriken Chemischer Farben. Im Jahre 1852 gründete er eine eigene Fabrik für Farben und Papierhilfsmittel in Berlin-Charlottenburg auf einem Gelände zwischen Marchstraße, Charlottenburger Ufer und Sophienstraße. Wichtigstes Produkt war das für Luxuspapiere wichtige Blanc Fixe (gefälltes Bariumsulfat).
Er war verheiratet mit Emilie Bürckle, (* 9. April 1829; † 4. Dezember 1909) und wohnte um 1855 im Thiergartenfeld 1a und ab 1860 in der Sophienstraße 1a (verlief von der damaligen Berliner Straße zum Charlottenburger Ufer, heute Otto-Suhr-Allee bzw. Einsteinufer).
Nach seinem Tode führten zunächst seine Witwe Emilie Beringer, geborene Bürckle (1829–1909) und später sein erster Sohn, Emil Beringer, die Firma bis zum Tode von Emil Beringer im Jahre 1920 weiter. Später wurde die Firma von seinem Sohn Christian August Beringer jun. weitergeführt. 1926 kam es zu erheblichen Klagen der Anwohner wegen Rauchbelästigungen, die erfolgreich verliefen. Im August 1926 fusionierte die Farbenfirma A. Beringer GmbH mit der „Mutterfirma“ Gebr. Heyl & Co zur Heyl-Beringer-Farbenfabriken AG zur Herstellung von chemischen Bunt- und Mineralfarben, Erdfarben sowie Ölfarben in Tuben für Kunst- und Dekorationsmalerei. Nach der Fusion wurde die Produktion am 10. August 1926 eingestellt.
Im Oktober 1927  verkaufte Christian August Beringer jun. seinen Anteil an der Heyl-Beringer-Farbenfabriken AG für 1,6 Mio. RM an die Gebr. Gutbrod chemische Farbenfabriken GmbH aus Frankfurt. Er schied damit aus dem Vorstand aus. Neuer Vorstandsvorsitzender wurde Alfred Gutbrod.
Im Januar 1930 ging die neue Gesellschaft in Konkurs und wurde von der Kali Chemie AG übernommen. Produkte wurden noch eine Zeit lang unter dem Handelsnamen Heyl-Beringer Farbenfabriken vertrieben.

## Kinder
- Sophie Beringer, * 1852, verheiratet mit Otto Pfaff.
- Emil Beringer, Königlich-Preußischer Kommerzienrat und Stadtrat, * 23. September 1853, † 13. Januar 1920.
- Otto Beringer, * 15. März 1855 in Charlottenburg, † 10. November 1891 in Görlitz (beigesetzt am 13. November 1891 im Erbbegräbnis in Charlottenburg), verheiratet mit Johanne Alexandrine Leverkus, * 18. Juni 1858 in Wermelskirchen, † 19. April 1925 in Stralsund.
- Julie Beringer, * 6. April 1857, † 16. August 1922, verheiratet mit Adolf Slaby.
- August Beringer, * 28. Februar 1860, Heirat 1885 mit Elisabeth March, * 5. September 1862 in Charlottenburg.
- Karl Beringer, † August 1902.

## Erbbegräbnisstätte der Familie Beringer

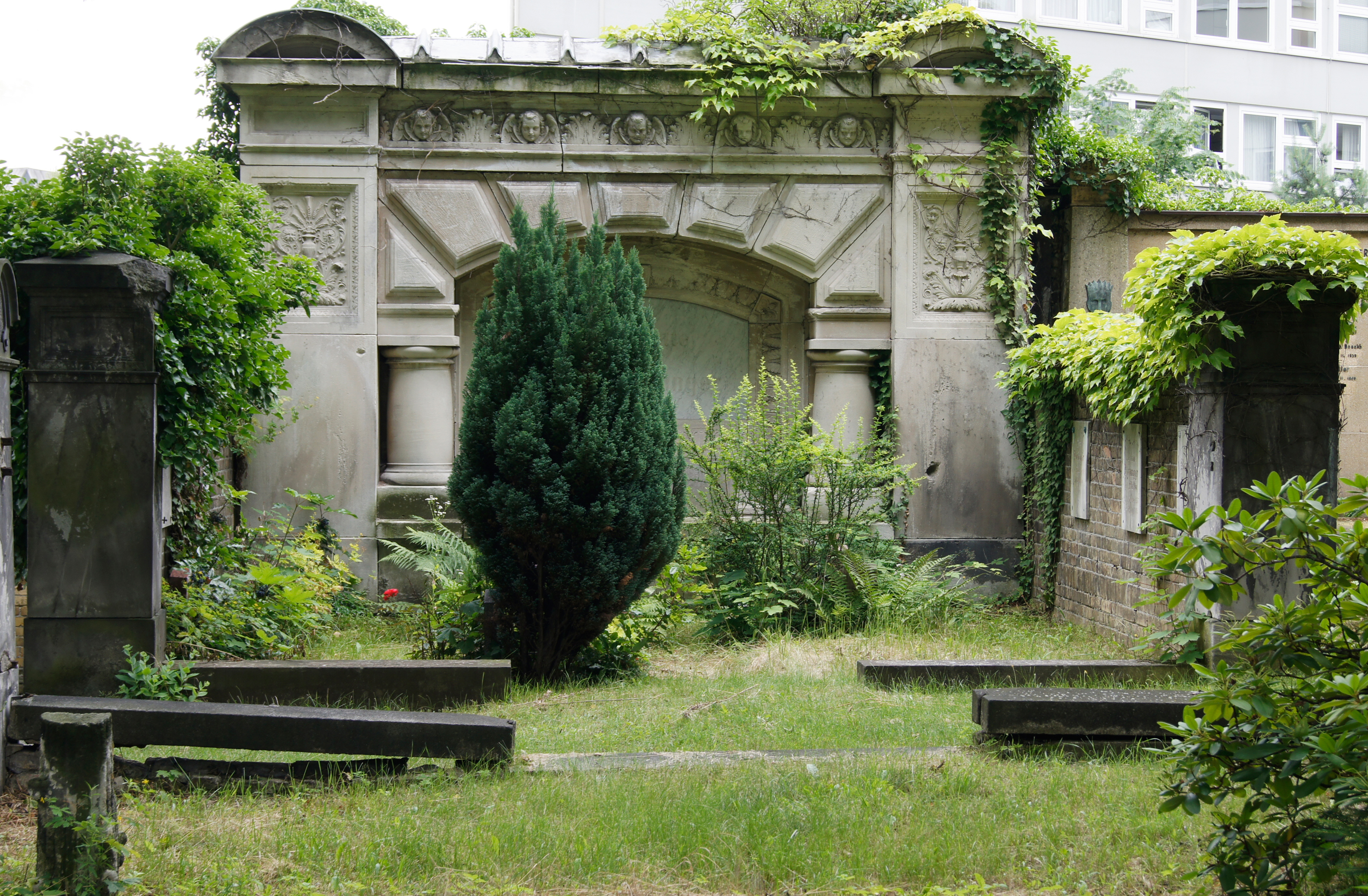
Erbbegräbnisstätte der Familie Beringer

Die repräsentative Erbbegräbnisstätte der Familie Beringer sen. befindet sich an der Südwand des II. Friedhofes der Luisengemeinde an der Königin-Elisabeth-Straße 46–50 in Berlin-Charlottenburg. Außer dem Firmengründer wurden hier beigesetzt:
- Friederike Bürckle, geb. Zeyer (20. September 1807–6. Januar 1876)
- Ernst Beringer († 1880)
- Erna Beringer (* 23. Dezember 1880 – 3. Februar 1885, beigesetzt am 5. Februar 1885)
- Emilie Beringer, geb. Bürckle (beigesetzt am 7. Dezember 1909)
- Emil Beringer (23. September 1853–13. Januar 1920), Königlich-Preußischer Kommerzienrat und Stadtrat
- Hermann Müller (* 31. Dezember 1820 – 17. Oktober 1888)
- Tobias Beringer (22. November 1922 – 9. Januar 1924)
- Otto Beringer (15. März 1855 in Charlottenburg – 10. November 1891 in Görlitz, beigesetzt am 13. November 1891)
- Karl Beringer (beigesetzt am 16. August 1902).

Das Erbbegräbnis befand sich bis 1949 in Familienbesitz. Letzte Nutzungsberechtigte waren Christian August und Xenia Beringer. Eine weitere Grabstätte der Familie Beringer und der mit ihr verwandten Familie Slaby hat sich ebenfalls auf demselben Friedhof erhalten. Hier ist etwa Joachim Beringer († 1945) beigesetzt worden.